# Kemnitz (bei Greifswald)

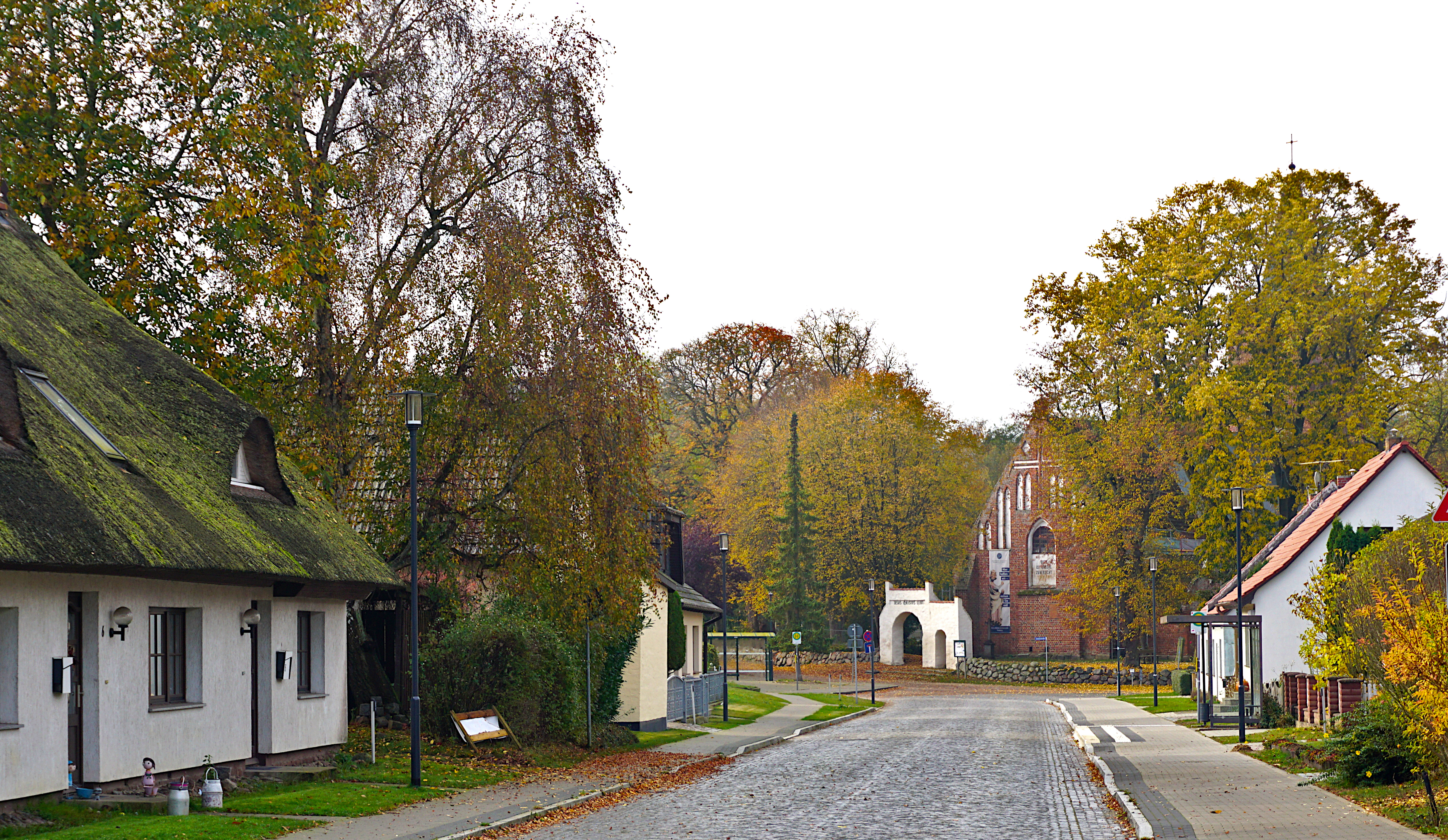
Straßenpartie in Kemnitz

Kemnitz (niederdeutsch: Käms oder Kämts) ist eine Gemeinde im Landkreis Vorpommern-Greifswald. Sie wird vom Amt Lubmin mit Sitz im Seebad Lubmin verwaltet.

## Geografie und Verkehr
Kemnitz liegt zwischen Greifswald und Wolgast, etwas östlich der Dänischen Wiek (Teil des Greifswalder Boddens). Der Ort liegt nördlich der Bundesstraße 109 an der Bahnstrecke Greifswald-Lubmin. Zirka zehn Kilometer westlich der Gemeinde liegt die Stadt Greifswald und sechs Kilometer nordöstlich liegt der Amtssitz Lubmin.
Durch die am Karnickelberg gelegene Gemeinde fließt der Hanshäger Bach, der hier auch Kemnitz oder Kaminitz = Steinbach genannt wird.

## Ortsteile
Die Gemeinde hat folgende Ortsteile:
| - Kemnitz - Kemnitzerhagen - Kemnitz-Meierei - Neuendorf - Rappenhagen | Wüstungen und Wohnplätze in der Gemeinde - Schönefeld (Wüstung) - Guisdoue (Wüstung) - Neuendorf Ausbau (Wohnplatz) - Nigehof (Wüstung) |

## Geschichte

### Kemnitz

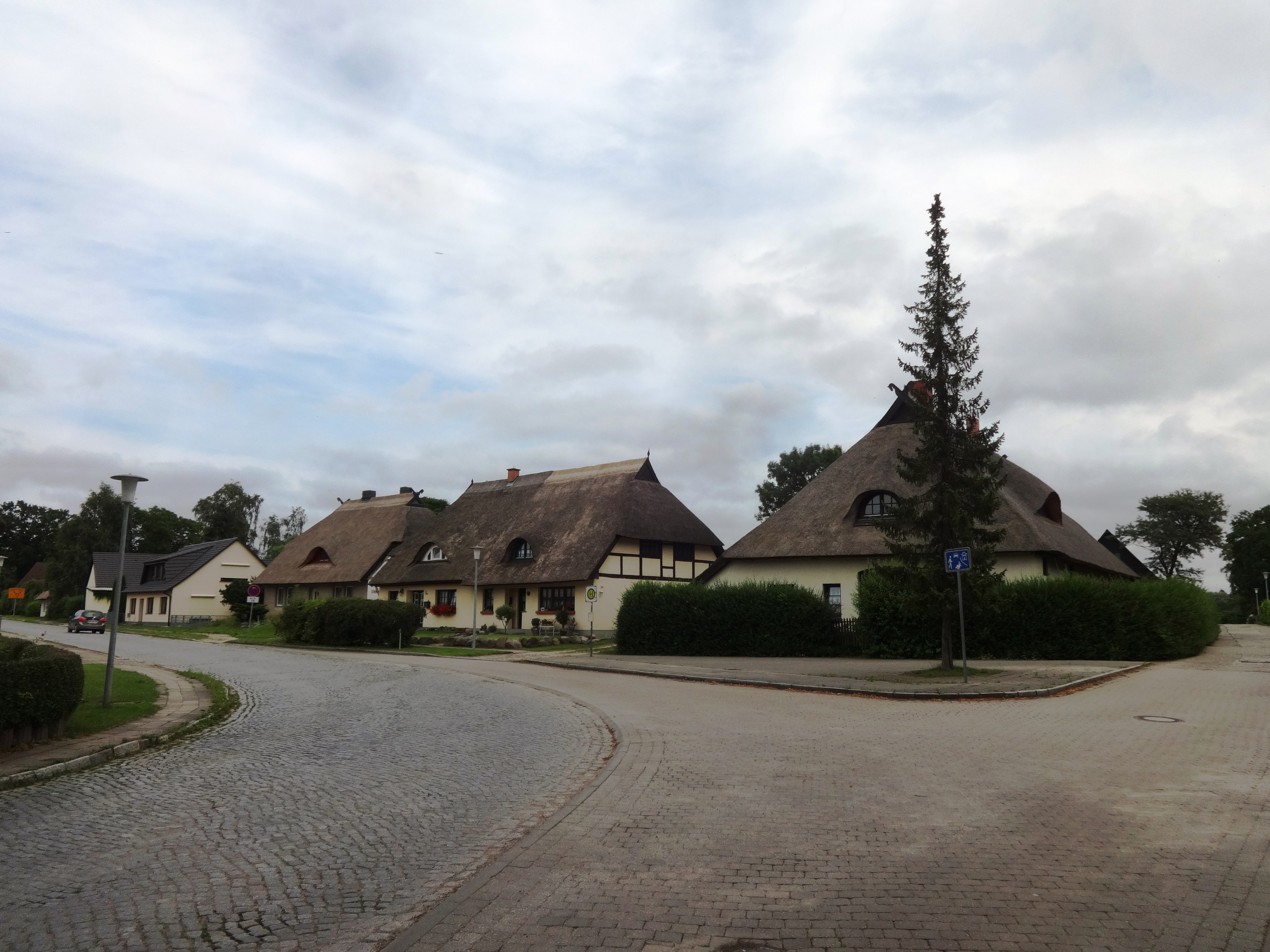
Dorfstraße in Kemnitz

Kemnitz wurde 1207 erstmals als Kaminicez in einer Urkunde des Rügenfürsten Jaromar I. genannt. 1209 übergab dieser dem Kloster Hilda (Eldena) Ortschaften, darunter Kemnitz, zu Eigentum. Der Ort ist eine slawische Gründung, das belegt auch der Name Kaminitz = Stein.
1208 bestätigten die Pommernherzöge Casimir II. und 1218 Bogislaw II. die Schenkung des Rügenfürsten. Der Rügenfürst hatte sein Einflussgebiet bis zur Peene ausgedehnt, da er Lehnsnehmer des Dänenkönigs war, der auch zeitweise die Lehnsherrschaft über Pommern hatte.
Im Jahr 1248 wurde erstmals eine Wassermühle an der Kemnitz (Kaminitz = Steinbach) urkundlich erwähnt, 1280 wurden bereits vier Wassermühlen genannt.
Das Dorf war Pfarr- und Kirchdorf und blieb weiterhin im Klosterbesitz. Nach der Reformation und Säkularisation wurde es zunächst Dominal, dann aber 1634 von Herzog Bogislaw XIV. an die Universität Greifswald gegeben. Das blieb so bis über 1865. Die Feldmark war eingeteilt in 3 Pachthöfe sowie die Mühlengrundstücke, den Krug und die Schmiede mit Erbpachtländereien.
1865 hatte Kemnitz 245 Einwohner in 55 Familien. An Bauten waren vorhanden: 1 Kirche, 1 Schule, 23 Wohn- und 42 Wirtschaftsgebäude, sowie 4 Fabriken (1 Schmiede, 3 Mühlen).
Die Wassermühle brannte 1894 ab. An sie erinnert im 21. Jahrhundert ein Mühlstein an der Dorfstraße.

### Kemnitzerhagen

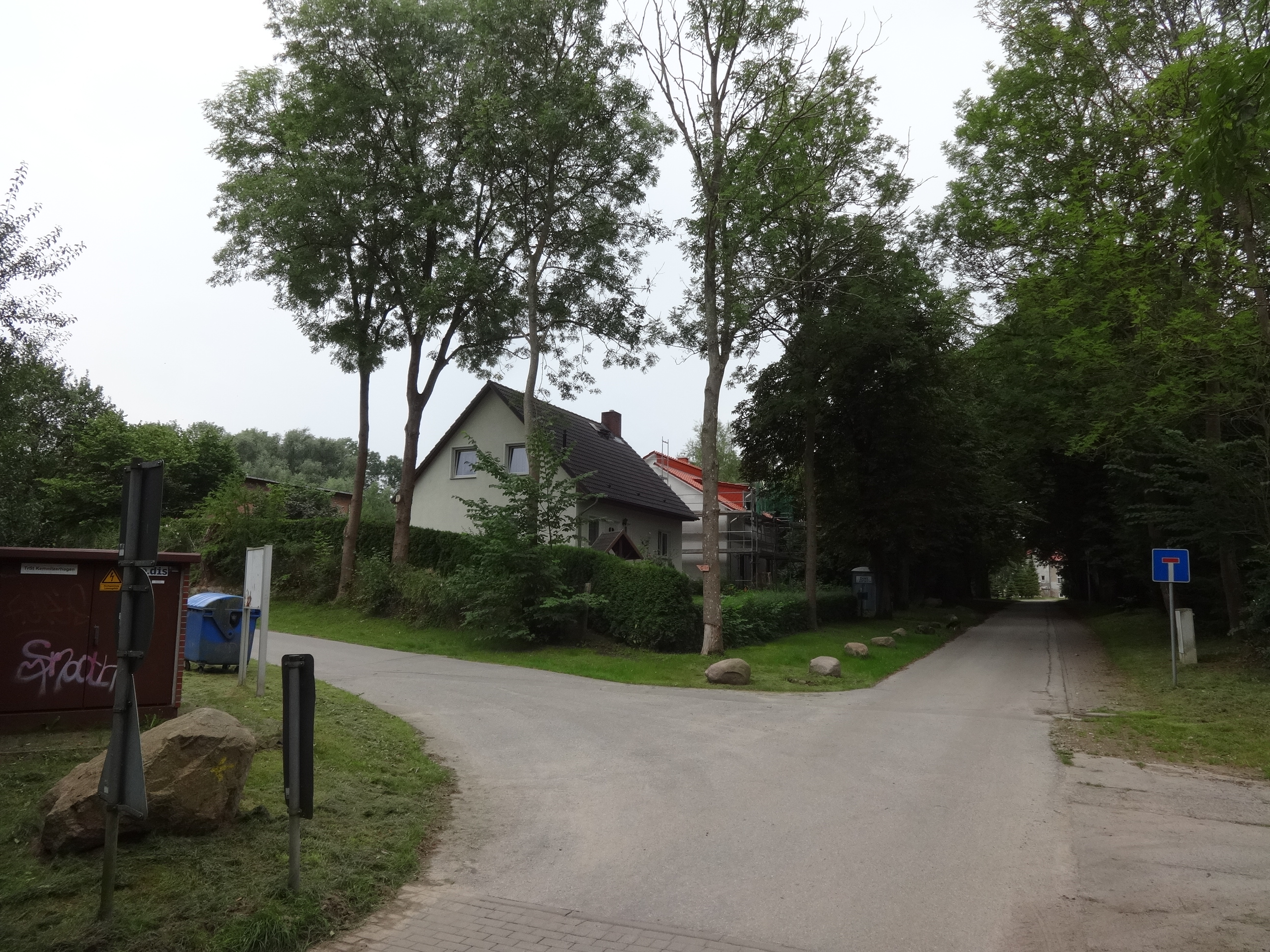
Kemitzerhagen

Kemnitzerhagen wurde 1386 erstmals urkundlich als Kemenitserhagen genannt. Der aktuelle Namen wurde zuerst 1646 aufgezeichnet. Es wird als zu Kemnitz gehörende Rodungssiedlung namentlich interpretiert. Kemnitzerhagen ist, wie der Name besagt, eine frühdeutsche Gründung, ein Hagendorf (Rodungsdorf). Es soll (laut Schwarz) 1281 von den Grafen von Gützkow an das Kloster Eldena gegeben worden sein. Es fehlen sonst Informationen zur alten Zeit. Erst 1634 ist bekannt, dass Bogislaw XIV. den Ort mit Ländereien an die Universität Greifswald gab.
Der Ort hatte zwei Bestandteile, Kemnitzerhagen Hof und Dorf. Der Hof war 1865 ein Vorwerk, das 1920 laut Messtischblatt als Gut bezeichnet wurde und hatte 1865 143 Einwohner in 25 Familien, 10 Wohnhäuser, 1 Fabrik- und 19 Wirtschaftsgebäude. Das Dorf hatte 1865 121 Einwohner in 20 Familien, 1 Schulhaus, 1 öffentliches Gebäude (Verwaltung), 7 Wohnhäuser, 1 Fabrik- und 17 Wirtschaftsgebäude. Zum Hof gehörte 1 Windmühle und zum Dorf 1 Wassermühle.
Die Wassermühle soll noch vom Kloster Hilda als Papiermühle angelegt worden sein, sie wurde in der Neuzeit in eine Mahlmühle umgewandelt, besteht aber im 21. Jahrhundert nicht mehr, nur der Mühlteich mit Stau ist noch vorhanden, lediglich in Form und Ausdehnung verändert.

### Kemnitz-Meierei
Kemnitz-Meierei wurde um 1920 erstmals in den topografischen Karten ausgewiesen. Es war ein Vorwerk zum Gut Kemnitzerhagen, es wurde zuerst auch als „Hof II“ bezeichnet. Der dann noch bestehende „Hof I“ – auch Müllers Hof genannt – südlich von Kemnitz ist jetzt wüst.

### Neuendorf
Bei Neuendorf gibt es zwei archäologische Stätten, eine Germanensiedlung und ein Brandschüttungsgräberfeld aus der Römischen Kaiserzeit (0 bis 400), sowie dicht daneben eine spätslawische Siedlung mit einem dazugehörigen Urnengräberfeld auf dem Kessiner Berg am Piepenbusch. Beide belegen die frühe Besiedlung der Gegend.
Neuendorf wurde 1281 als „Nigendorp“ urkundlich erwähnt. Wie Dutzende neue Dörfer wurde es in frühdeutscher Zeit während der Ostexpansion gegründet. Es wird, wie Kemnitz und Kemnitzerhagen, dem Kloster Hilda (Eldena) gehört haben und wurde ab 1634 der Universität Greifswald zugehörig genannt. Neuendorf hatte eine Walkmühle in alter Zeit.
Wegen der Zugehörigkeit zur Universität Greifswald wurde der Ort in den Messtischblättern „Akademisch Neuendorf“ genannt.
1865 hatte Neuendorf 132 Einwohner in 22 Familien, 8 Wohnhäuser, 1 Fabrik- und 23 Wirtschaftsgebäude. Das Fabrikgebäude war eine Windmühle, die aber vor 1920 beseitigt war.
Neuendorf war seit 1897 von der Kleinbahn-Gesellschaft Greifswald-Wolgast (KGW) berührt, die aber 1945 als Reparation demontiert wurde.

### Rappenhagen

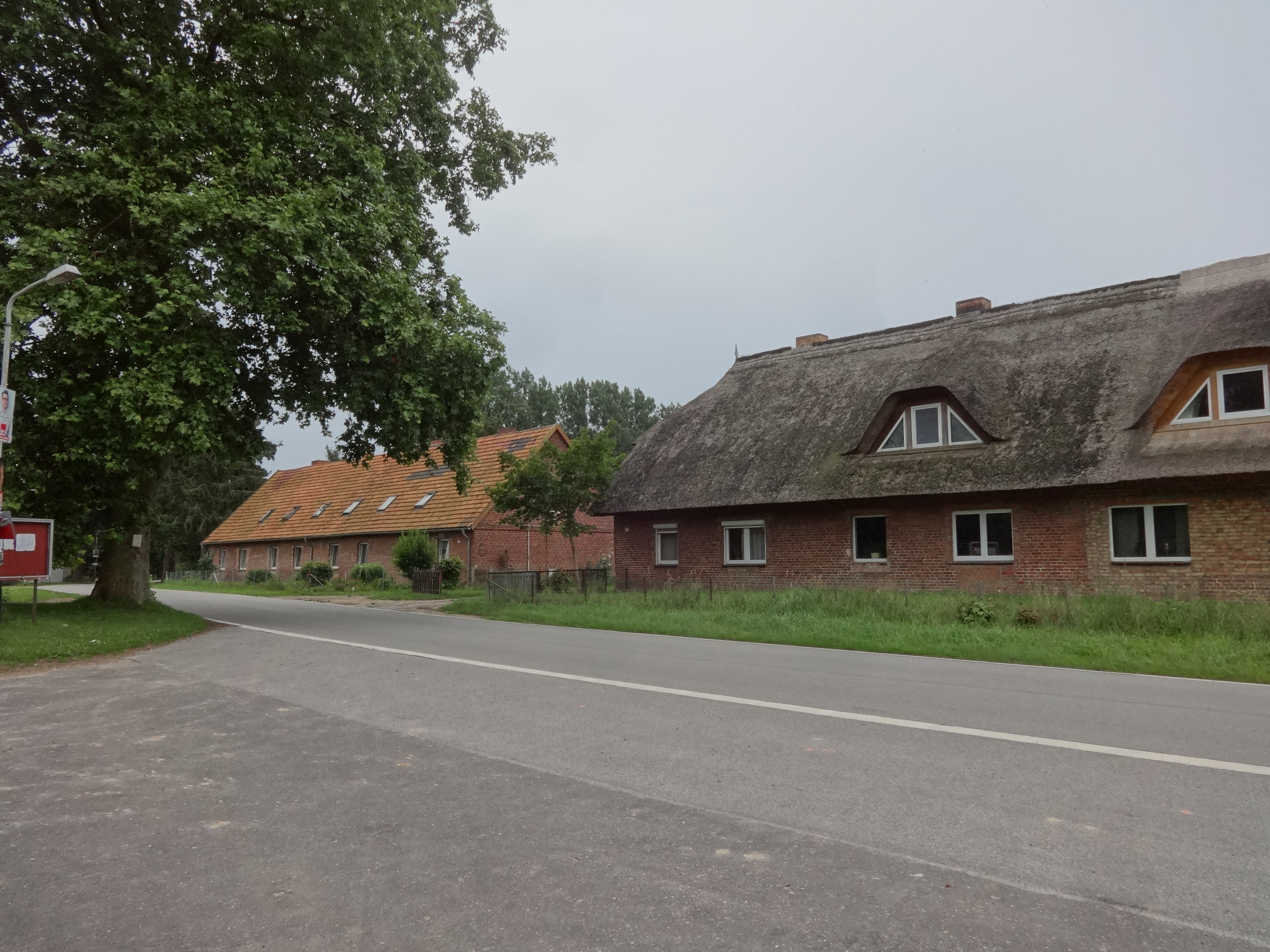
Dorfstraße in Rappenhagen

Rappenhagen wurde erstmals urkundlich 1265 als „Regenbotenhagen“ erwähnt, 1305 als „Rebdenhagen“. Letztere Nennung ist beurkundet, als der Graf von Gützkow zwischen dem Kloster Eldena (Hilda) und dem Ritter Blixen wegen dortiger Besitzungen vermittelte. Der Name wechselt dann 1618 zu „Rabenhagen“ und erst 1735 zu „Rappenhagen“. Der Ort ist eine frühdeutsche Hagen-Gründung – Ort auf der Rodung.
Seit 1605 war das Rittergut nach eigenen Angaben im Besitz der Familie von Wakenitz, urkundlich wurde das aber erst seit 1819, weil das Gut erst nach der Aufhebung der Leibeigenschaft 1806 zu einem Rittergut wurde.
1865 hatte Rappenhagen 124 Einwohner in 19 Familien. An Bauten waren vorhanden: 7 Wohn- und 10 Wirtschaftsgebäude.

### Schönefeld (Wüstung)
Schönefeld wurde 1280 als „Schonenuuelde“ urkundlich erwähnt. Seit etwa 1753 ist der Ort wüst gefallen. Der Ort ist nicht eindeutig zu lokalisieren, es gibt verschiedene Varianten. Vermutet wird der Ort Neuendorf selbst, Bodendenkmalpfleger Hornemann vermutete aber alte slawische Siedlungen östlich von Neuendorf als Ortswüstung Schönefeld.

### Guisdoue (Wüstung)
Guisdoue wurde 1207 erstmals als Gwisdoi urkundlich erwähnt. 1250 war die letzte Nennung mit „Guisdoue“, danach fiel die Ortschaft wohl wüst. Die Lage ist nicht genau ermittelt, wiederum vermutet Bodendenkmalpfleger Hornemann den Ort bei den archäologisch nachgewiesenen alten bronzezeitlichen oder slawischen Siedlungen östlich von Neuendorf. Ob Guisdoue ein Vorgänger von dem später genannten Schönefeld ist oder ob es andere Zusammenhänge gibt, ist unklar. Guisdoue bedeutet so viel wie „pfeifen“ – die vermutliche Wüstungsstelle liegt am Wald, der den Flurnamen „Piepenbusch“ (piepen = pfeifen) hat. Damit wird die Namensdeutung begründet.

### Neuendorf Ausbau (Wohnplatz)
Neuendorf Ausbau wurde erst 1998 in den Topografischen Karten aktenkundig. Diese Ansiedlung wurde aber bereits vor 1920 lt. MTB als Vorwerk angelegt.

### Nigehof (Wüstung)
Nigehof wurde 1281 erstmals urkundlich genannt. Es verschwand dann aber auch aus den Erwähnungen. Es soll zwischen 1250 und 1280 als Vorwerk des Klosters Eldena angelegt worden sein. Deshalb Nigehof = neuer Hof, eine Grangie des Klosters. Es könnte im Gebiet des heutigen Neuendorf oder Neuendorf Ausbau gelegen haben und in diese aufgegangen sein.
- Zwischen Neuendorf und Stilow sind eine kaiserzeitliche und vier slawische Siedlungen verzeichnet sowie ein Urnengräberfeld aus der Slawenzeit. Es ist schwierig, einen dieser urkundlich genannten Orte einem der archäologischen Siedlungsplätze zuzuordnen.

### Friedrichshagen
Am 1. Juli 1950 wurde die bis dahin eigenständige Gemeinde Friedrichshagen eingegliedert. Im Jahr 1960 wurde sie nach Greifswald umgegliedert.

## Politik

### Wappen
| Wappen von Kemnitz | Blasonierung: „Geteilt durch einen Wellenschnitt; oben in Blau ein fliegender silberner Kranich mit aufgerichtetem Flug; unten in Silber ein sechsspeichiges, zwölfschaufeliges blaues Mühlrad.“ |
| Wappen von Kemnitz | Wappenbegründung: In dem Wappen soll mit dem Wellenschnitt die Lage der Gemeinde an der Ziese und am Kamnezbach sowie an der Dänischen Wiek des Greifswalder Boddens symbolisiert werden. Der Kranich deutet auf die Rastplätze dieser geschützten Vogelart in der Gemeindeflur hin, das Mühlrad stellt den Bezug zum Dorfhandwerk her, insbesondere zu den einst existierenden Wassermühlen. Mit der Tingierung wird auf die Zugehörigkeit der Gemeinde zum Landesteil Vorpommern verwiesen. Das Wappen und die Flagge wurde von dem Schweriner Heraldiker Heinz Kippnick gestaltet. Es wurde zusammen mit der Flagge am 23. Mai 2007 durch das Ministerium des Innern genehmigt und unter der Nr. 313 der Wappenrolle des Landes Mecklenburg-Vorpommern registriert. |

### Flagge

Flagge der Gemeinde Kemnitz

Die Flagge ist gleichmäßig längs gestreift von Weiß und Blau. In der Mitte des Flaggentuchs liegt, auf jeweils zwei Drittel der Höhe des weißen und des blauen Streifens übergreifend, das Gemeindewappen. Die Höhe des Flaggentuchs verhält sich zur Länge wie 3:5.

### Dienstsiegel
Das Dienstsiegel zeigt das Gemeindewappen mit der Umschrift „GEMEINDE KEMNITZ * LANDKREIS VORPOMMERN-GREIFSWALD“.

## Sehenswürdigkeiten

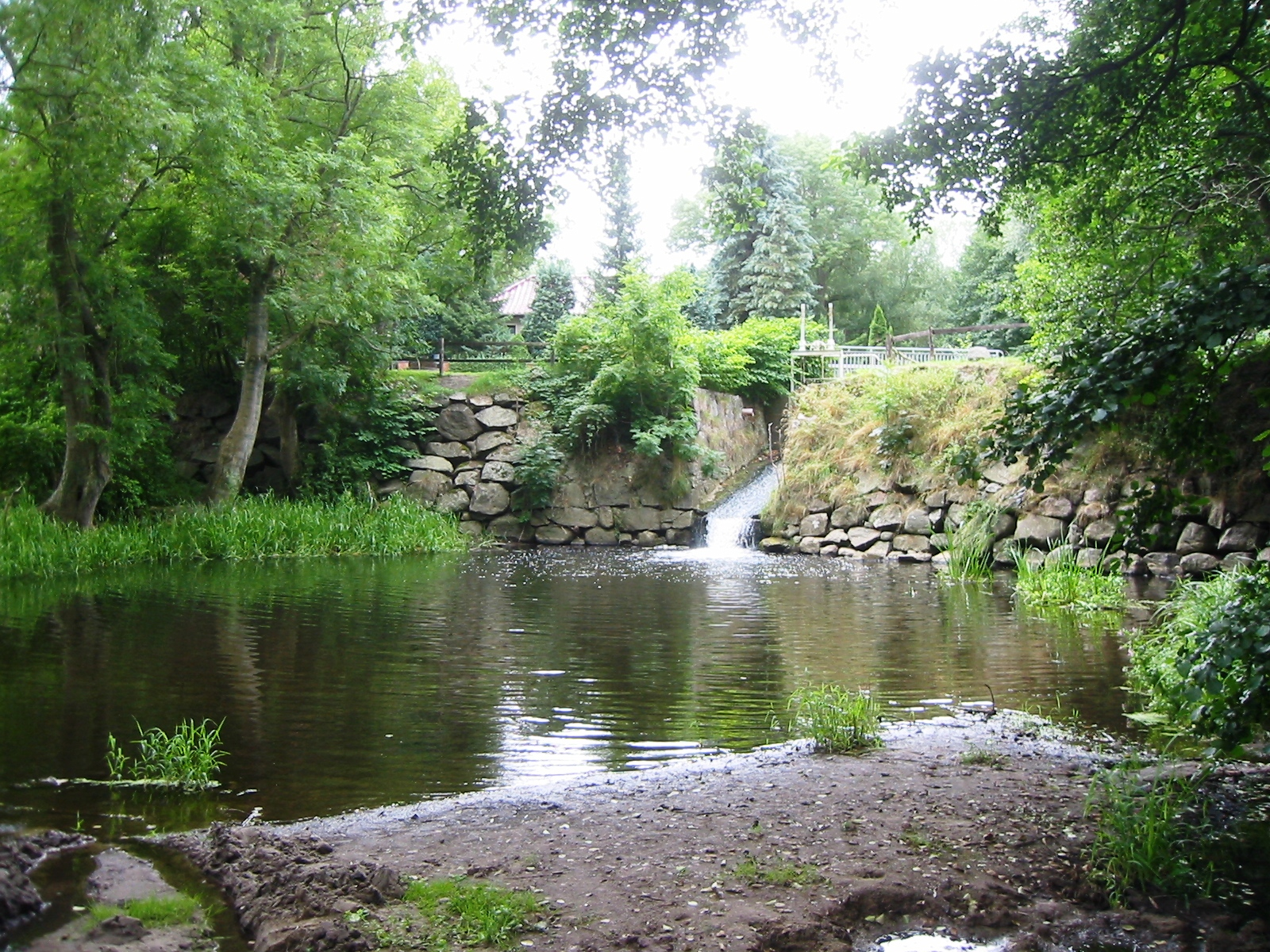
Wasserfall der Kemnitz

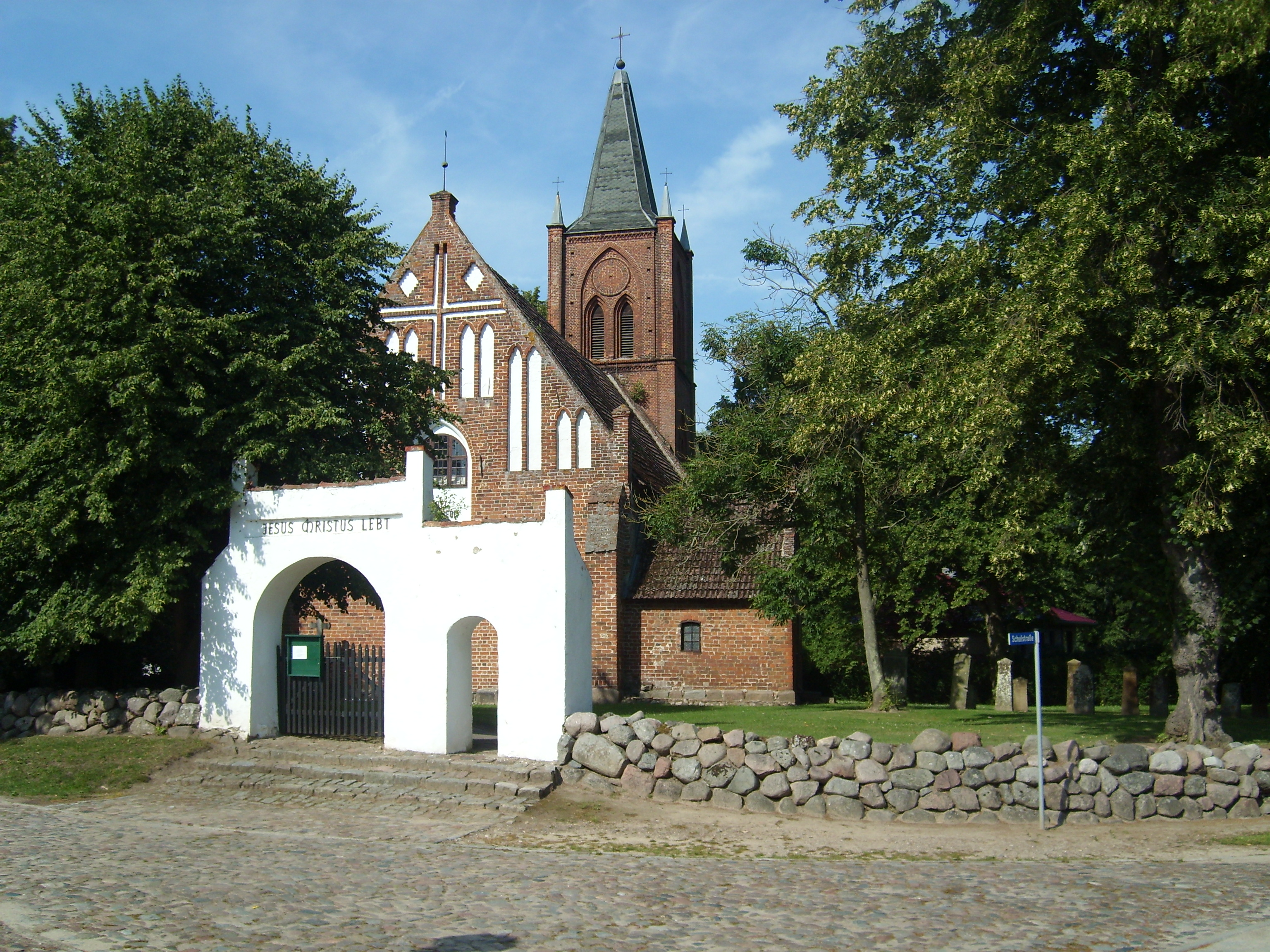
Dorfkirche Kemnitz mit Kirchhof

- Heilig-Kreuz-Kirche (Kemnitz) aus dem 14. Jahrhundert mit neugotischem Turm des Greifswalder Universitätsbauinspektors Carl August Peter Menzel von 1841/1842.
- Reetdachhäuser Kemnitz
- Mühlteich mit Mühlstein und Stauanlage Kemnitzerhagen

## Persönlichkeiten
- Ralph Weber (* 1960), Hochschullehrer an der Ernst-Moritz-Arndt-Universität Greifswald und Politiker (Alternative für Deutschland), lebt in Kemnitz[7]